# Chisoneta chisosea
Espèce
Synonymes
- Leptoneta chisosea Gertsch, 1974
- Neoleptoneta chisosea (Gertsch, 1974)

Chisoneta chisosea est une espèce d'araignées aranéomorphes de la famille des Leptonetidae.

## Distribution
Cette espèce est endémique du Texas aux États-Unis. Elle se rencontre dans les monts Chisos au parc national de Big Bend dans le comté de Brewster.

## Description
La femelle holotype mesure 1,55 mm.

## Étymologie
Son nom d'espèce lui a été donné en référence au lieu de sa découverte, les monts Chisos.

## Publication originale
- Gertsch, 1974 : The spider family Leptonetidae in North America. Journal of Arachnology, vol. 1, no 3, p. 145-203 (texte original).